# Thelotrema osornense
Thelotrema osornense är en lavart som beskrevs av C.W. Dodge 1967. Thelotrema osornense ingår i släktet Thelotrema och familjen Thelotremataceae.   Inga underarter finns listade i Catalogue of Life.